# Temporada 1892-1893 del Liceu
Durant la temporada 1892-1893, a la primavera de 1893, actuava al Liceu la lleugera portuguesa Regina Pacini en una obra obligada per a aquest tipus de veus, La sonnambula de Bellini. La temporada s'acabava el 30 d'abril amb Aida i el teatre es tancava fins al novembre següent.
| Temporada 1892-1893 del Liceu |                     |                  |                   | |           |                                                                                       |
| Òpera                         | Compositor          | Director musical | Director d'escena | Papers principals | Producció | Dates                                                                                 |
| Lohengrin                     | Richard Wagner      | Leopoldo Mugnone |                   | Teresa Arkel, Maria Paolicchi Mugnone, Fernando Valero, Pietro Ughetto, Luis Visconti                                    |           | 5 de novembre                                                                         |
| Mignon                        | Ambroise Thomas     |                  |                   | Ernestina Bendazzi Garulli, Olimpia Boronat, Margarida Julia, Ernesto Colli, Luis Visconti, Aristide Fiorini             |           | novembre                                                                              |
| Der fliegende Holländer       | Richard Wagner      | Leopoldo Mugnone |                   | Joseph David, Teresa Arkel, Ernesto Colli, Elena Boronat, Josep Massip, Ramon Blanchart                                  |           | 23, 24, 27, 29 de novembre, 2, 7, 14, 21 de desembre, 8, 18, 22 de gener, 2 de febrer |
| Los amantes de Teruel         | Tomás Bretón        |                  |                   | Teresa Arkel, Guerrina Fabbri, Fernando Valero                                                                           |           | desembre                                                                              |
| Linda di Chamounix            | Gaetano Donizetti   |                  |                   | Olimpia Boronat, Guerrina Fabbri, Ernesto Colli, Antonio Cotogni, Josep David, Aristide Fiorini                          |           | desembre                                                                              |
| Otello                        | Giuseppe Verdi      |                  |                   | Ernestina Bendazzi Garulli, Franco Cardinali, Ramon Blanchart                                                            |           | desembre                                                                              |
| Garin                         | Tomás Bretón        |                  |                   | Rosa Othon de Salud, Guerrina Fabbri, Franco Cardinali, Pietro Ughetto, Costantino Thos                                  |           | gener                                                                                 |
| La sonnambula                 | Vincenzo Bellini    |                  |                   | Regina Pacini, Giuseppe Moretti                                                                                          |           | abril                                                                                 |
| Gioconda                      | Amilcare Ponchielli |                  |                   | Adalgisa Gabbi, Erina Borlinetto, Carolina Zawner, Giuseppe Moretti, Arturo Pessina, Camillo Fiegna                      |           | abril                                                                                 |
| Aida                          | Giuseppe Verdi      |                  |                   | Elisa Petri, Erina Borlinetto, Benedetto Lucignani, Arturo Pessina, Camillo Fiegna, Salvador Mestres, Federico Coraluppi |           | 29 d'abril                                                                            |